# Sematophyllum subhomomallum
Sematophyllum subhomomallum är en bladmossart som beskrevs av Brotherus 1925. Sematophyllum subhomomallum ingår i släktet Sematophyllum och familjen Sematophyllaceae. Inga underarter finns listade i Catalogue of Life.